# Santiago Mohar Volkow
Santiago Mohar Volkow (* 1989 in Mexiko) ist ein Regisseur, Drehbuchautor und Produzent.
Sein Regiedebüt Los muertos wurde international gezeigt und erhielt den Hauptpreis beim Riviera Maya Film Festival. Sein Film Sysiphus wurde auf dem Internationalen Filmfestival Shanghai mit dem Preis für den besten Dokumentarfilm, sowie dem Preis für den besten Film auf dem Filmfestival in Marseille ausgezeichnet. 2024 feierte Una Historia de Amor y Guerra seine Weltpremiere auf dem International Film Festival Rotterdam, unter dem Titel „A History of Love and War“ erhielt der Film den German Independence Award – Spirit of Cinema.